# Col Duran
Le col Duran est un col alpin situé à 1 601 m entre les communes d'Agordo et de Val di Zoldo, dans les Dolomites. Il relie l'Agordino au val di Zoldo. Il est situé entièrement dans la province de Belluno.

## Description

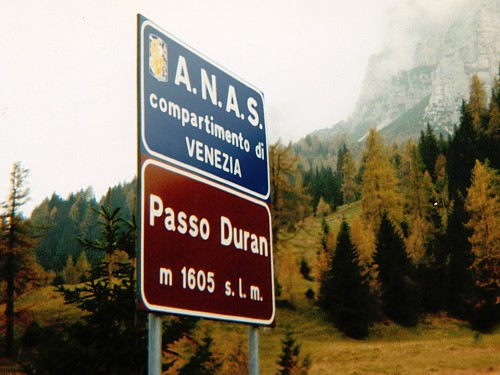
Panneau du col.

Le col est situé dans un ensellement assez large situé entre le groupe de San Sebastiano et la Moiazza.
La route venant d'Agordo est entièrement asphaltée. La montée mesure 12,5 km pour un dénivelé total de 990 m, pour une pente moyenne de 8,2 %, avec un maximum de 13,5 %.
En plus de nombreux passages du Giro d'Italia, il fait partie de l'itinéraire Granfondo Sportful.
Au col se trouvent deux restaurants ainsi qu'une petite église érigée par les troupes alpines, où la fête alpine est célébrée le deuxième dimanche d'août.